# Pouzols-Minervois
Pouzols-Minervois (okzitanisch Posòls de Menerbés) ist eine südfranzösische Gemeinde mit 597 Einwohnern (Stand 1. Januar 2022) im Osten des Départements Aude in der Region Okzitanien.

## Lage

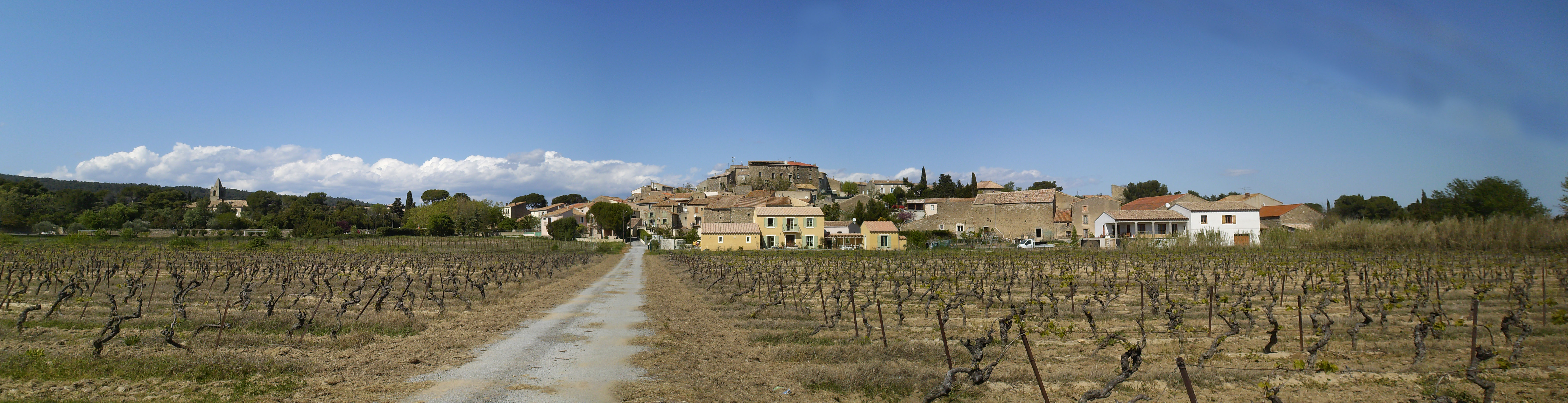
Pouzols-Minervois – Ortsansicht

Das Runddorf (Circulade) Pouzols-Minervois liegt auf einem Hügel in einer Höhe von etwa 60 Metern ü. d. M. etwa 21 Kilometer (Fahrtstrecke) nordwestlich von Narbonne bzw. etwa 35 Kilometer westlich von Béziers im Südosten der alten Kulturlandschaft des Minervois.

## Geschichte
Bereits in römischer und/oder gallorömischer Zeit muss in der Nähe eine Ansiedlung existiert haben, denn es wurden Spuren eines kleinen Amphitheaters entdeckt; die Gegend war wegen der guten Qualität des hier produzierten Weines und ihrer Oliven bekannt. Im 9. Jahrhundert entstand ein Kloster, dessen Mönche eine etwa 500 Meter lange Wasserleitung bauten. Wo das Kloster allerdings genau lag, ist bislang unbekannt. Im 12. und 13. Jahrhundert zogen die Bewohner des Ortes um und siedelten sich an der Flanke eines kleinen Hügels an, dessen Spitze von einer Burg (château) bekrönt war. Diese wurde jedoch zu Beginn des Albigenserkreuzzugs (1210) von den Soldaten Simon de Montforts geschleift. Die Grundherrschaft (seigneurie) über den Ort ging danach in die Hände der Abtei von Fontfroide über; die ganze Region unterstand ab dem Jahr 1226 der Sénéchaussée von Carcassonne. Aus mittelalterlicher Zeit sind Ortsnamen wie Pitteolis, Podols oder Pozolis überliefert, die auf einen kleinen Brunnen (puits) hindeuten. Erst seit 1781 lautete der Ortsname offiziell ‚Pouzols‘.

### Bevölkerungsentwicklung
| Jahr      | 1968 | 1975 | 1982 | 1990 | 1999 | 2006 | 2016 |
| Einwohner | 380  | 321  | 367  | 338  | 329  | 357  | 525  |

Im 19. Jahrhundert hatte der Ort meist zwischen 400 und 650 Einwohner, und trotz der Reblauskrise im Weinbau war bis in die 1930er Jahre ein stetiges Bevölkerungswachstum festzustellen. Infolge der zunehmenden Mechanisierung der Landwirtschaft ging die Zahl der Einwohner seitdem bis auf die Tiefststände der letzten Jahrzehnte zurück.

## Wirtschaft
In früheren Zeiten lebten die Bewohner des Ortes als weitgehende Selbstversorger von der Landwirtschaft, wobei neben Getreide auch Wein angebaut wurde. Daneben betrieb man ein wenig Viehzucht (Schweine, Hühner etc.). Wie in vielen Orten des Languedoc dominiert seit dem 19. Jahrhundert der Weinbau; die örtliche Winzergenossenschaft vermarktet hier produzierten Wein über die Appellationen Aude, Languedoc, Pays Cathare, Minervois und Pays d’Oc. Auf etwa der Hälfte der landwirtschaftlichen Flächen werden Getreide (Weizen, Mais) und Sonnenblumen ausgesät. Der Tourismus in Form der Vermietung von Ferienwohnungen (gîtes) spielt seit den 1960er Jahren ebenfalls eine bedeutsame Rolle für die Einnahmen der Bevölkerung und der Gemeinde.

## Sehenswürdigkeiten
- Der alte Ortskern gehört zum Typus der Circulades – Runddörfer, die aus Verteidigungsgründen um einen Kern, bestehend aus einer Burg und/oder Kirche, herum angelegt wurden und deren äußere Häuserfront als Ersatz für eine kostspielige Stadtmauer diente. Von der ehemaligen Burg und einer eventuell benachbarten Burgkapelle sind allerdings keine Spuren erhalten.

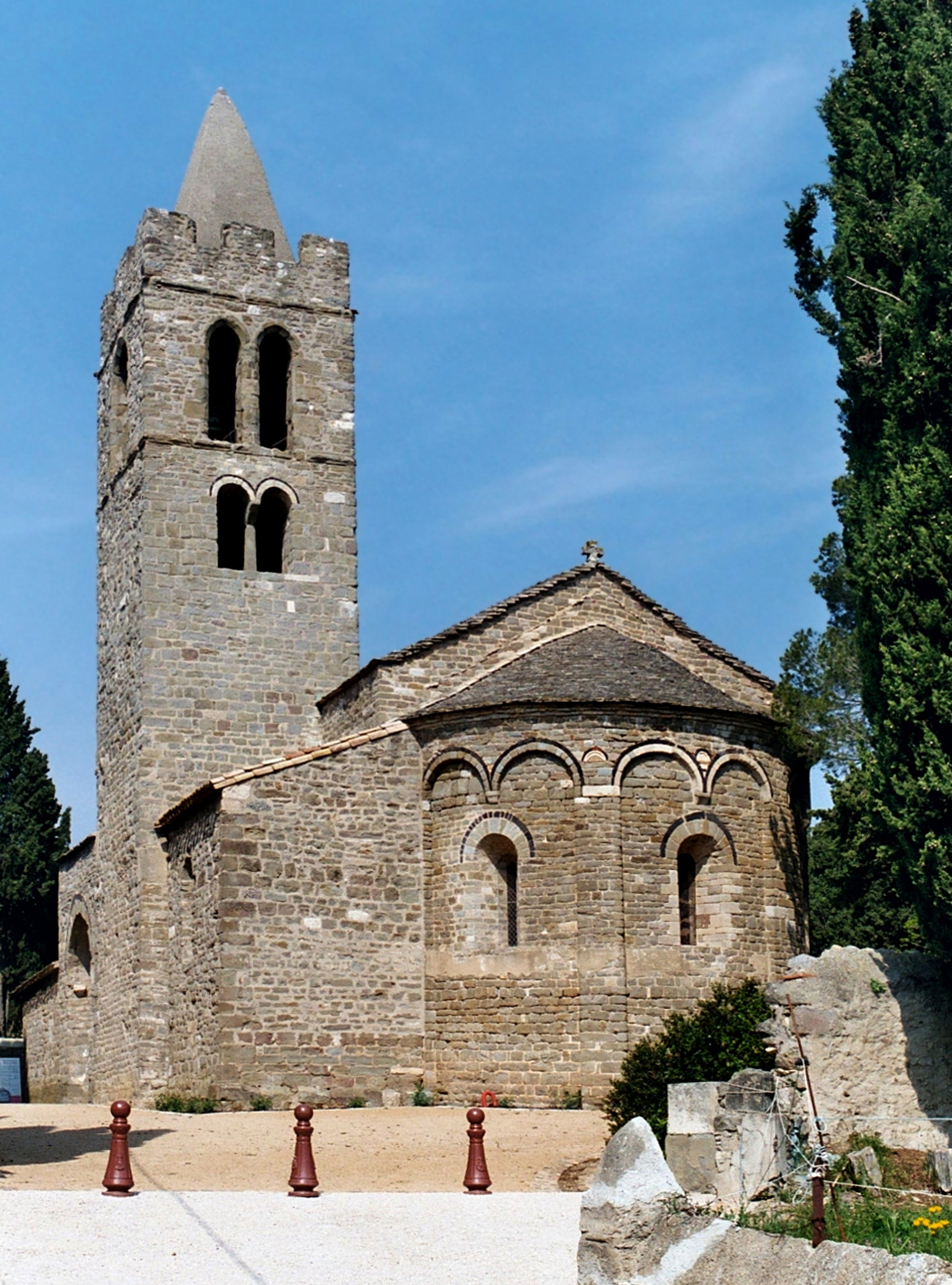
Église Saint-Saturnin

- Die außerhalb der Ortsmitte beim Friedhof gelegene Pfarrkirche (Église Saint-Saturnin) ist ein Bau des 12. Jahrhunderts mit Veränderungen aus späterer Zeit. Die aus halbwegs exakt behauenen Steinen errichtete Kirche hat eine Apsis mit einer Gliederung aus Lisenen und Blendarkaden im Lombardischen Stil; die Apsisfenster und die Bögen der Blendarkaden sind von schmalen Bändern aus schwarzem Basaltgestein überfangen. Auch die nach oben größer werdenden Biforienfenster des Glockenturms zeigen Merkmale dieses Stils; die unteren Zwillingsfenster haben die gleichen Basaltsteinbänder wie die Apsisfenster. Das obere Geschoss des Glockenturms ist wahrscheinlich eine Hinzufügung des 14. Jahrhunderts; es schließt ab mit einer Brüstungsmauer und einem Zinnenkranz. Das Hauptportal befindet sich auf der Südseite unmittelbar neben dem Turm; auf der Nordseite findet sich eine weitere kleine Kirchenpforte. Das einschiffige Innere der Kirche ist tonnengewölbt und von Gurtbögen unterzogen; in den später angebauten Kapellen auf der Südseite finden sich spätgotische Rippengewölbe. Zur weitgehend aus dem 18. Jahrhundert stammenden Ausstattung gehören der Altar, die Chorschranke und ein Taufbecken; diese sind aus dem rötlichen Marmor aus Caunes-Minervois gefertigt. Die Kirche wurde im Jahr 1961 als Monument historique anerkannt.[1]